# Registre de température

Graphique des écarts des températures globales moyennes de surface par rapport à la moyenne 1961-1990 (basé sur les données du MetOffice).

Le registre de température montre les fluctuations de la température de l'atmosphère et les océans au travers des différentes périodes de temps. L'information la plus détaillée existe depuis 1850, lorsque les mesures méthodiques fondées sur des thermomètres ont commencé. Il existe de nombreuses estimations de températures depuis la fin de la glaciation du Pléistocène, en particulier pendant l'époque courante de l'Holocène. Les périodes plus anciennes sont étudiées par la paléoclimatologie.

## La période instrumentale: à partir de 1850
Des informations détaillées existent depuis 1850, lorsque les mesures méthodiques prises sur des thermomètres ont commencé.

## La température troposphérique (les relevés de température par satellite et ballon)

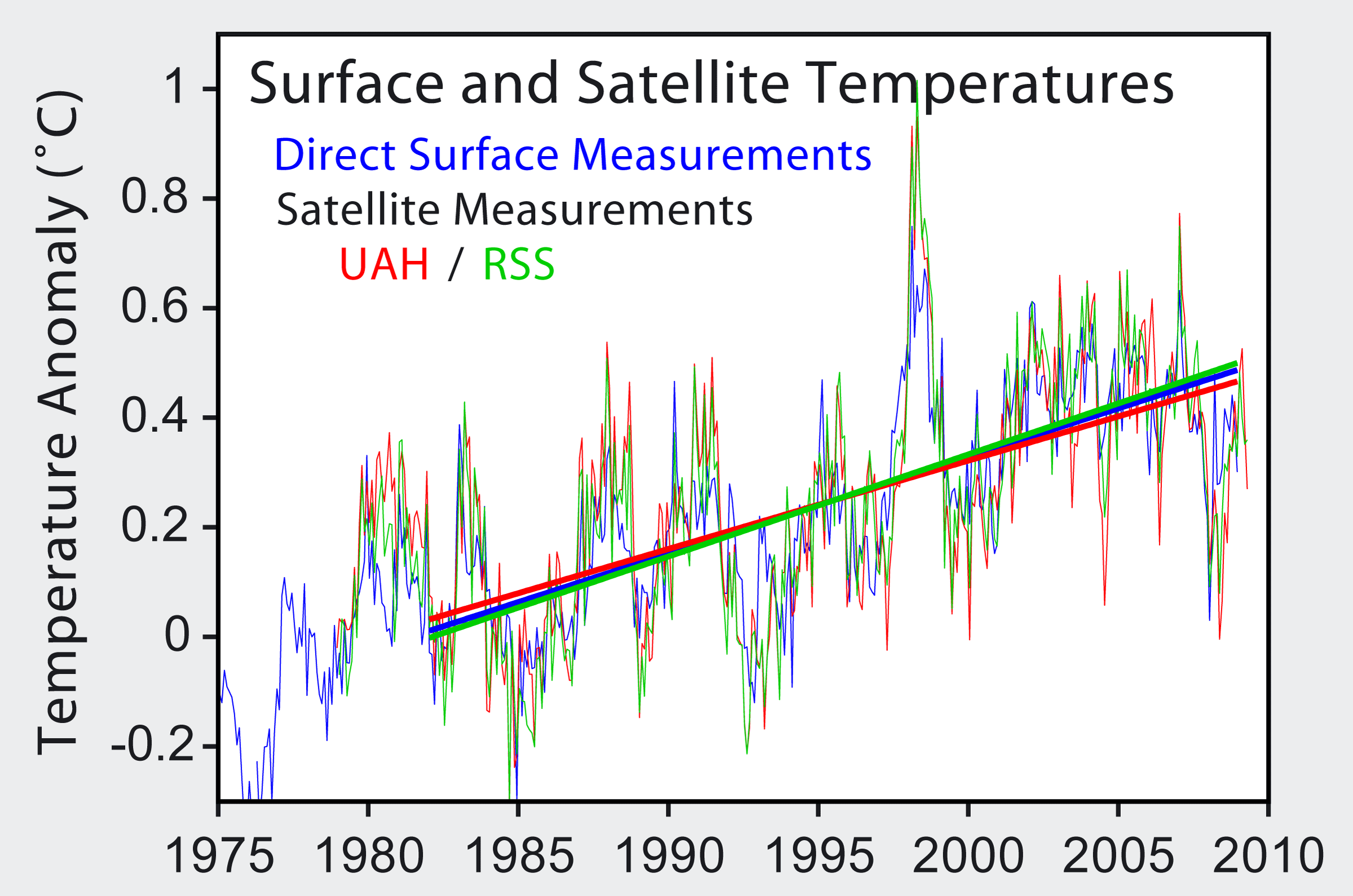

Les mesures par ballon ont commencé à représenter une approximation d'une couverture mondiale dans les années 1920. Des satellites mesurent la température de la troposphère depuis décembre 1978.
Plusieurs groupes ont analysé les données satellitaires pour calculer l'évolution des températures dans la troposphère. Tant à l'Université de l'Alabama (UAH) que pour la société privée, financée par la NASA, RSS ont trouvé une tendance à la hausse.
Pour la basse troposphère, UAH a trouvé une tendance mondiale moyenne depuis 1978 de 0,140 °C / décennie, jusqu'à janvier 2011. RSS a trouvé 0,148 °C / décennie, jusqu'à janvier 2011.
En 2004, Fu et al. ont relevé une tendance de 0,19 °C / décennie sur l'ensemble des données RSS. Vinnikov et Grody ont trouvé une augmentation de 0,20 °C / décennie entre 1978 et 2005, depuis lors les données n'ont pas été mises à jour.

## Proxy: cernes d'arbres, carottes de glace: les 2000 dernières années

La température est reconstruite avec sept méthodes proxy différentes à partir de données couvrant les 2000 dernières années.

Des mesures par proxy peuvent être utilisées pour reconstituer les températures avant la période historique. Des quantités telles que la largeur des anneaux de croissance, la croissance du corail, les variations isotopiques, les sédiments océaniques et lacustres, les dépôts dans les cavernes, les fossiles, les carottes de glace, les températures de sondage et la taille des glaciers sont en corrélation avec les fluctuations climatiques. À partir de ceux-ci, on a pu reconstruire les températures par proxy pour les 2000 dernières années pour l'hémisphère nord, et sur des échelles de temps plus courtes pour l'hémisphère sud et les tropiques,,.
La couverture géographique de ces proxies est nécessairement rare, et certains sont plus sensibles aux fluctuations rapides. Ainsi les cernes des arbres, les carottes glaciaires, et les coraux montrent généralement une variation sur une échelle de temps annuelle, mais les reconstructions à partir de forages s'appuient sur des taux de diffusion thermique et les fluctuations à petite échelle sont effacées. Même les meilleurs enregistrements par proxy contiennent beaucoup moins d'information que pour les pires périodes d'observations, et la résolution spatiale et temporelle des reconstructions résultant est proportionnellement grossière. Raccorder ces proxies mesurés à une variable d'intérêt, telle que la température ou les précipitations, est non trivial. L'ensemble des données provenant de plusieurs proxies complémentaires couvrant des périodes qui se chevauchent et les zones sont rassemblées pour produire les reconstructions finales,.
Des reconstructions s'étendant sur 2 000 ans ont été faites, mais les reconstructions pour les 1 000 dernières années sont supportées par des données de bien meilleure qualité. Elles indiquent que:
- les températures mondiales moyennes en surface au cours des 25 dernières années ont été plus élevées que pendant toute autre période comparable depuis l'an 1600, et probablement depuis 900 apr. J.-C.
- il y a eu un petit âge glaciaire centré autour de 1 700 apr. J.-C.
- il y a eu une période chaude médiévale centrée autour de l'an 1000, mais la date exacte et l'ampleur sont incertains et peuvent avoir montré des variations régionales.

### Proxies historiques indirect
De même que les proxies numériques naturels (largeur des cernes, par exemple), il existe des données sur la période historique de l'humanité qui peuvent être utilisées pour établir les variations climatiques. Cela inclut des récits de foires sur la Tamise gelée, des rapports sur des bonnes ou mauvaises récoltes ; des dates de floraison de printemps ou d'agnelage ; des chutes extraordinaires de pluie et de neige, et des inondations ou des sécheresses inhabituelles. Cette information peut être utilisée pour déduire les températures historiques, mais généralement de manière plus qualitative que les proxies naturels.
Des données récentes suggèrent qu'un soudain changement climatique (refroidissement et moindres précipitations), de courte durée s'est produit entre 2200 et 2100 avant notre ère dans la région entre le Tibet et l'Islande avec certaines données suggérant un changement plus global. Il serait l'une des principales causes de l'effondrement de l'Ancien Empire d'Égypte.

## Paléoclimat

Graphique montrant les variations et la stabilité relative du climat au cours des 12000 dernières années.

De nombreuses estimations de températures passées ont été réalisées au cours de l'histoire de la Terre. Le domaine de la paléoclimatologie comprend les enregistrements de ces anciennes températures. Comme cet article est orienté vers les températures des dernières années, l'accent est mis ici sur les événements survenus depuis le retrait des glaciers du Pléistocène. Les 10 000 années de l'Holocène couvrent presque toute cette période, depuis la fin dans l'hémisphère Nord du millénaire de refroidissement du Dryas récent. L'optimum climatique de l'Holocène était généralement plus chaud que le XXe siècle, mais de nombreuses variations régionales ont été enregistrées depuis le début du Dryas récent.

## Valeurs de long durée à partir des carottes de glace: les800 000 dernièresannées

Estimations de température relatives pour les 800000 dernières années à partir des carottes glaciaires EPICA en Antarctique. La date présente est à droite du graphique.

Les valeurs les plus récentes relevées avec des carottes de glace en Antarctique faite par l'EPICA atteignent 800 000 ans. Il existe quelques sites avec des valeurs encore plus anciennes; beaucoup d'autres atteignent plus de 100.000 ans. Le données de l'EPICA couvrent huit cycles glaciaires / interglaciaires. Les carottes provenant du NGRIP au Groenland couvrent plus de 100 000 ans, avec 5 000 dans la période interglaciaire Éémien. Alors que les signaux à grande échelle sont clairs, il y a des problèmes d'interprétation dans les détails particulièrement pour lier la variation isotopique au signal de température.

## Preuves géologiques des changements de température passés
Sur des échelles de temps plus longues, des carottes de sédiments montrent que les cycles de périodes glaciaires et interglaciaires font partie d'une phase d'approfondissement au cours d'un âge glaciaire prolongé qui a commencé avec la glaciation de l'Antarctique il y a environ 40 millions d'années. Cette phase d'approfondissement et les cycles qui l'accompagnent, a commencé largement il y a environ 3 millions d'années avec la croissance des calottes glaciaires continentales dans l'hémisphère Nord. Ce genre de changements graduels du climat de la Terre a été fréquent au cours des 4,5 milliards d'années d'existence de la Terre et sont le plus souvent attribués à des changements dans la configuration des continents et des mers et océans.